# Phare de Sukhum
Le Phare de Sukhum est  un phare dans la ville de Soukhoumi (Abkhazie). Il a été conçu en France à partir d'acier par Ernest Goüin et Cie. En 1861, il est amené et installé à Soukhoumi. Le phare est installé sur pieux vissés. La construction du phare a nécessité 150 jours de travail.
La hauteur du phare est de 37 mètres. L'intérieur de la tour est un escalier en colimaçon de 137 marches. Le phare surplombe Nouvel Athos et Soukhoumi.
Le phrare a été fonctionnel jusqu'en 2000, quand il a été arrêté faute de moyen pour son entretien.
Il est situé sur un promontoire de sable. Il a donné son nom à l'ensemble de la zone résidentielle autour d'elle.